# Должик (Семёновский район)
Должик (укр. Довжик) — село в Семёновском районе Черниговской области Украины. Население 190 человек. Занимает площадь 0,11 км².
Код КОАТУУ: 7424781504. Почтовый индекс: 15461. Телефонный код: +380 4659.

## Власть
Орган местного самоуправления — Жадовский сельский совет. Почтовый адрес: 15461, Черниговская обл., Семёновский р-н, с. Жадово, ул. Центральная, 15.